# Tomiła Składkowska
Tomiła Składkowska-Kozłowska (ur. 3 kwietnia 1888 w Sannikach, zm. 20 października 1920) – polska nauczycielka, założycielka pierwszej żeńskiej szkoły w Turku.

## Życiorys
Córka Wincentego Rafała Składkowskiego i Anny z Wójcickich, jej bratem był Felicjan Sławoj Składkowski. Ukończyła gimnazjum w Kielcach, następnie podjęła studia na Wydziale Filologicznym Uniwersytetu Jagiellońskiego. Studia ukończyła z wyróżnieniem, otrzymując złoty medal. Po studiach pracowała jako nauczycielka w Sosnowcu. W 1912 roku przeprowadziła się do Turku, gdzie mieszkali jej rodzice.
W 1912 roku założyła Żeńską Szkołę Handlową w Turku, będącą pierwszą w mieście szkołą żeńską. Pełniła w niej funkcję dyrektorki, szkoła rozpoczęła działalność 12 września 1912 roku i mieściła się początkowo w wynajętej oficynie przy ulicy Żeromskiego 14, a następnie w budynku przy ulicy Kaliskiej 18. Wielokrotnie sama pokrywała koszty nauki ubogich uczennic, w szkole założyła także drużynę harcerską. Współpracowała ze Stanisławem Kączkowskim w ramach konspiracyjnego Koła Przyjaciół Harcerstwa. W 1918 roku, w związku ze złą sytuacją finansową szkoły, została ona przejęta przez spółkę ks. Ignacego Kacprzykowskiego oraz Marii Blochowej i przekształcona w Gimnazjum Żeńskie im. Królowej Jadwigi, w którym Składkowska podjęła pracę jako nauczycielka.
7 stycznia 1918 roku wyszła za mąż za Teofila Kozłowskiego, kierownika Szkoły Powszechnej nr 1 w Turku. Miała z nim syna, Radosława. W II Rzeczpospolitej prowadziła działalność oświatową wśród dorosłych. Zaangażowała się w amatorski ruch teatralny, była autorką przedstawień dla organizacji Pomoc Żołnierzowi Polskiemu, prowadziła także działalność charytatywną. 
Podczas wojny polsko-bolszewickiej, wraz z mężem zgłosiła się ochotniczo do Wojska Polskiego. Pełniła służbę jako sanitariuszka, zmarła z powodu zarażenia tyfusem. Została pochowana na nowym cmentarzu parafialnym w Turku.

## Upamiętnienie
Jej imieniem nazwano ulicę w Turku. W 1938 roku jej imię otrzymała także aula w nowym gmachu Liceum Ogólnokształcącego im. Tadeusza Kościuszki w Turku, odsłonięto także poświęconą jej tablicę pamiątkową. Tablica została usunięta podczas okupacji niemieckiej, ponownie odsłonięta została 11 listopada 1989 roku.